# Clemens (Bischof)
Clemens (auch Clemens Scottus und Clemens Haereticus, wirksam im 8. Jahrhundert) war ein aus Irland stammender Häretiker und „Pseudoprophet“ des 8. Jahrhunderts, gegen den Bonifatius bei der Reformation der fränkischen Kirche einschritt. Clemens sollte nicht mit dem Mönch und Gelehrten Clemens von Irland, der in Diensten Karls des Großen stand, verwechselt werden.

## Leben und Werk
Clemens wirkte als Wander- und Missionsbischof in Ostfranken (Austrien). Er hatte durch unkanonische Weihe das Bischofsamt erlangt. Clemens lehnte das Priesterzölibat ab. Ebenso lehnte er die Autorität der Kirchenväter Augustin, Hieronymus und Gregor dem Großen ab. Er vertrat in Verbindung mit seinen Prädestinationsvorstellungen die Auffassung, dass Christus durch seine Höllenfahrt nicht nur die alttestamentlichen Gerechten, sondern alle Menschen befreit habe. Er wurde aufgrund dieser Ansichten wie Aldebert auf Betreiben von Bonifatius 744 auf der Synode von Soissons als Bischof abgesetzt und zu einer Klosterhaft verurteilt. Clemens unterwarf sich diesem Urteil nicht. Clemens und seine Anhänger wurden dann 745 von einer römischen Synode mit einem Anathema belegt. Sie erkannten auch dieses Urteil nicht an. 747 ordnete Papst Zacharias ein erneutes Verfahren, dessen Ausgang nicht überliefert ist. Ab diesem Zeitpunkt fehlen jedwede Lebensnachrichten zu Clemens.